# Kerstin Gier
Kerstin Gier (Bergisch Gladbach, 1966) is een Duits schrijfster, die voornamelijk vrouwenliteratuur schrijft, zowel onder haar echte naam als onder haar pseudoniemen Jule Brand en Sophie Bérard.
Gier werd in 1966 geboren in Bergisch Gladbach, een plaats in de Duitse deelstaat Noordrijn-Westfalen. Ze studeerde Duitse taalkunde, Engelse taalkunde en musicologie, waarna ze begon met de studies bedrijfspedagogiek en communicatiepsychologie. Na verschillende banen te hebben gehad begon ze in 1995 met het schrijven van romans. Haar eerste boek "Mannen en andere rampen" (oorspronkelijke titel: "Männer und andere Katastrophen") werd verfilmd in 1996, met als hoofdrolspeler Heike Makatsch.
Een van haar boeken is de edelsteen-trilogie.
Ze is getrouwd en heeft een zoon, waarmee ze woont in Bergisches Land.

## Boeken

### Edelstenentrilogie
1. Robijnrood
2. Saffierblauw
3. Smaragdgroen

### Silber
1. Silber: het eerste boek der dromen
2. Silber: het tweede boek der dromen
3. Silber: het derde boek der dromen

Romans:

### De Moedermaffia
1. Wespennest
2. De Godmother
3. Stiletto

- Bibsys: 10063981
- Biblioteca Nacional de España: XX4868836
- Bibliothèque nationale de France: cb16523819m (data)
- Catàleg d'autoritats de noms i títols de Catalunya: 981058515378906706
- CiNii: DA17830614
- Gemeinsame Normdatei: 12889282X
- International Standard Name Identifier: 0000 0001 0990 7117
- Library of Congress Control Number: n2011007673
- Nationale Bibliotheek van Letland: 000026107
- MusicBrainz: 214d7090-9c05-491f-8948-e3b5304bdb02
- Bibliotheek van het Japanse parlement: 001129156
- Nationale Bibliotheek van Tsjechië: ola20050317001
- Nationale Bibliotheek van Israël: 987007373328805171
- Nationale Bibliotheek van Polen: a0000002499303
- Nederlandse Thesaurus van Auteursnamen: 297669044
- Istituto Centrale per il Catalogo Unico: MODV610024
- Système universitaire de documentation: 159079217
- Virtual International Authority File: 77378465
- WorldCat: E39PBJxhdyYKF4DYhdqwfCTyh3

1. ↑  Gemeinsame Normdatei; geraadpleegd op: 11 december 2014.